# Оятский участок
Оятский участок — деревня в Доможировском сельском поселении Лодейнопольского района Ленинградской области.

## История

Оятский участок на карте РККА 1940 года

Согласно топографической карте РККА 1940 года на месте современного населённого пункта находился посёлок Свирьстроя.
По данным 1966 и 1973 годов деревня Оятский Участок входила в состав Доможировского сельсовета Волховского района.
По данным 1990 года деревня Оятский участок входила в состав Доможировского сельсовета Лодейнопольского района.
В 1997 году в деревне Оятский участок Доможировской волости проживали 8 человек, в 2002 году — 23 человека (все русские).
С 1 января 2006 года, в составе Вахновакарского сельского поселения.
В 2007 году в деревне Оятский участок Вахновокарского СП проживали 10 человек, в 2010 году — 17.
С 2012 года, в составе Доможировского сельского поселения.

## География
Деревня расположена в западной части района на автодороге 41К-016 (Станция Оять — Плотично).
Расстояние до административного центра поселения — 9 км.
Расстояние до ближайшей железнодорожной станции Оять-Волховстроевский — 4 км.
Деревня находится на левом берегу реки Оять.

## Демография
| 1997 | 2007 | 2010 | 2014 | 2017 |
| ---- | ---- | ---- | ---- | ---- |
| 8    | ↗10  | ↗17  | ↗20  | ↗21  |

### Национальный состав
Согласно данным Всероссийской переписи населения 2021 года в деревне проживали 46 человек, все русские.

## Инфраструктура
По данным администрации Доможировского сельского поселения:
- на 1 января 2014 года в деревне было зарегистрировано 4 домохозяйства и 28 жителей[14].
- на 1 января 2021 года в деревне было зарегистрировано 6 домохозяйств и 23 жителя[15].